# اکساورن، کازان
اکساورن، کازان (به لاتین: Akçaören, Kazan) یک منطقهٔ مسکونی در ترکیه است که در استان آنکارا واقع شده‌است.